# 派因 (亞利桑那州)
派因（英語：Pine）是位於美國亞利桑那州希拉縣的一個人口普查指定地區。根據2010年美國人口普查，該地人口為1963人，而該地的面積約為83.97平方千米。

## 地理
派因的座標為34°23′04″N 111°27′18″W / 34.38444°N 111.45500°W，而該地最高點為海拔高度1636米（即5369英尺）。